# Порочные игры
«Поро́чные и́гры», оригинальное название — «Сто́кер» (англ. Stoker) — британо-американский психологический триллер южнокорейского режиссёра Пака Чхан Ука, снятый по сценарию Уэнтуорта Миллера и спродюсированный Тони Скоттом, Ридли Скоттом и Майклом Костиганом. В главных ролях Миа Васиковска и Мэттью Гуд. Премьера состоялась на кинофестивале «Сандэнс» 20 января 2013 года. 1 марта 2013 года в ограниченном прокате фильм вышел в США и в Великобритании. В России фильм был выпущен на DVD 15 августа 2013 года без показа в кинотеатрах.

## Сюжет
После смерти отца в автокатастрофе к Индии и её матери приезжает загадочный дядя девушки, о существовании которого Индия и не подозревала. Вскоре после его приезда она начинает понимать, что этот с виду простой и обаятельный человек имеет скрытые пристрастия и мотивы, но вместо чувства негодования и ужаса девушка всё больше увлекается им.

## В ролях
| Актёр            | Роль                                    |
| ---------------- | --------------------------------------- |
| Миа Васиковска   | Индия Стокер                            |
| Мэттью Гуд       | дядя Чарли Стокер брат Ричарда          |
| Николь Кидман    | Эвелин Стокер мать Индии, вдова Ричарда |
| Дермот Малруни   | Ричард Стокер муж Эвелин, отец Индии    |
| Джеки Уивер      | тётя Гвендолин (Джин) Стокер            |
| Олден Эйренрайк  | Вип Тэйлор                              |
| Лукас Тилл       | Крис Питтс                              |
| Филлис Сомервиль | миссис Макгаррик                        |
| Жюдит Годреш     | доктор Жакин                            |
| Ральф Браун      | шериф Говард                            |

## Съёмки
Съёмки фильма начались в сентябре 2011 года в Нашвилле, штат Теннеси. Это первый англоязычный фильм южнокорейского режиссёра Пака Чхан Ука. Постановщик сказал в интервью, что ему пришлось ускорить процесс производства и завершить съёмки за 40 дней. На съёмочной площадке режиссёр общался с актёрами с помощью англоязычного переводчика Вончжо Чона, который по совместительству был сопродюсером фильма.
Сценарий Уэнтуорта Миллера в 2010 году занял пятое место в «Чёрном списке» — десятке лучших нереализованных сценариев. Также Миллер написал приквел к этой истории под названием «Дядя Чарли». Фильм Альфреда Хичкока «Тень сомнения» послужил вдохновением Уэнтуорту Миллеру для написания сценария.
На роли Индии и Эвелин Стокер рассматривались Кэри Маллиган и Джоди Фостер. Претендентками на роль Индии также были Кристен Стюарт, Руни Мара, Эмили Браунинг, Эмма Робертс, Белла Хиткот и Эшли Грин. Претендентами на роль Чарли Стокера были Колин Фёрт, Джеймс Франко, Майкл Фассбендер и Джоэл Эдгертон.
Композиторы Филип Гласс и Клинт Мэнселл сотрудничали в разработке саундтрека к фильму: Мэнселл написал основной саундтрек, а Гласс написал мелодию, которую играют Индия и Чарли на рояле.

## Отзывы
На кинофестивале Санденс фильм получил в основном положительные отзывы. Джереми Кей из газеты The Guardian назвал фильм «великолепно смонтированным семейным детективом, одетым как готическая сказка» с «удушливой атмосферой и пышными визуальными эффектами» и поставил четыре звезды из пяти. «Сочетание ужасов, триллера и семейной драмы, это изысканное кино», — говорит Олли Ричардс из Empire, поставивший фильму пять звёзд. «Васиковска, Кидман и Гуд безупречны. Это актёрские работы, которые должны быть выдвинуты на награды».
Питер Трэверс из Rolling Stone поставил фильму три звезды из четырёх, обратив внимание на «чёрный юмор» и «эротическую напряжённость» в фильме и назвал его «триллером дикой красоты». Тай Купер дал фильму пять звёзд: «Образ Васиковской притягательный и интригующий, она плавно переходит в тёмный мир, который существует в уме её режиссёра. Её персонаж мгновенно запоминается и ставит её на один уровень с другими удивительными женщинами из фильмов о мести Пака Чхан Ука». «Пак Чхан Ук действительно Хичкок для нового поколения зрителей».

## Награды и номинации
- 2014 — Номинация на премию «Сатурн» за лучший международный фильм, лучшую актрису (Миа Васиковска), лучшую актрису второго плана (Николь Кидман).
- 2014 — Номинация на премию «Империя» за лучшую женскую роль второго плана (Миа Васиковска).
- 2014 — Номинация на премию Лондонского кружка кинокритиков за лучшее техническое достижение («Курт и Барт» за костюмы).

## Саундтрек
| №   | Название                                                       | Исполнитель                 | Длительность |
| --- | -------------------------------------------------------------- | --------------------------- | ------------ |
| 1.  | «I'm Not Formed By Things That Are of Myself Alone (dialogue)» | Миа Васиковска              | 1:08         |
| 2.  | «Becomes the Color»                                            | Эмили Уэллс                 | 4:43         |
| 3.  | «Happy Birthday (A Death in the Family)»                       | Клинт Мэнселл               | 1:25         |
| 4.  | «Uncle Charlie»                                                | Клинт Мэнселл               | 3:39         |
| 5.  | «A Whistling Tune from a Lonely Man»                           | Хадсон Тэймс                | 0:39         |
| 6.  | «The Hunter and the Game»                                      | Клинт Мэнселл               | 3:51         |
| 7.  | «Blossoming...»                                                | Клинт Мэнселл               | 2:24         |
| 8.  | «Summer Wine»                                                  | Нэнси Синатра и Ли Хезлвуд  | 3:38         |
| 9.  | «A Family Affair»                                              | Клинт Мэнселл               | 2:57         |
| 10. | «Becoming...»                                                  | Клинт Мэнселл               | 5:30         |
| 11. | «Duet»                                                         | Филип Гласс                 | 2:46         |
| 12. | «Crawford Institute (Family Secrets)»                          | Клинт Мэнселл               | 4:55         |
| 13. | «Stride la Vampa (From Il Trovatore)»                          | Виорика Кортес              | 2:45         |
| 14. | «The Hunter Plays the Game»                                    | Клинт Мэнселл               | 3:20         |
| 15. | «In Full Bloom»                                                | Клинт Мэнселл               | 2:34         |
| 16. | «The Hunter Becomes the Game»                                  | Клинт Мэнселл               | 2:39         |
| 17. | «We Are Not Responsible for Who We Come to Be (Free)»          | Клинт Мэнселл               | 2:47         |
| 18. | «If I Ever Had a Heart»                                        | Эмили Уэллс и Клинт Мэнселл | 2:08         |